# Animalitis
Animalitis was een Vlaams dierenprogramma op Eén van productiehuis Roses Are Blue. De presentatie is in handen van Dieter Coppens.

## Concept
In deze reeks bezoekt Dieter Coppens Belgische dierenexperts in binnen- en buitenland.  Hij volgt hun dagelijks doen en laten en is daarbij getuige van bijzondere gebeurtenissen bij zowel gewone huisdieren als bij dieren in het wild: van fysiotherapie voor een manke labrador tot gewonde neushoorns in Zuid-Afrika die het slachtoffer werden van stropers.

## Dierenexperts
- Anthony Herrel - evolutiebioloog
- Bart Pardon - specialisatie herkauwers
- Bart Van Goethem - chirurg kleine huisdieren
- Ellen Martens - fysiotherapie honden en paarden
- Frederic Vandeperre - specialisatie schildpadden
- Hans Wilderjans - specialisatie paardenchirurgie
- Nele Sabbe - specialisatie wildlife dierenarts
- Roxanne Van Der Aa - specialisatie wilde dieren
- Willie Smits - bosbouwkundig ingenieur
- Vinciane Schockert - specialisatie zoogdieren

## Afleveringen

### Seizoen 1
| Afl. | Uitzenddatum | Onderwerpen | Kijkcijfers (live) |
| ---- | ------------ | --- | ------------------ |
| 1    | 14 mei 2018  | Een gewonde waterbok in Zuid-Afrika, een olympisch sportpaard, een hartoperatie op een chihuahua                       | 719.709            |
| 2    | 21 mei 2018  | Boomkikkers in het regenwoud, een aangespoelde bruinvis, een Engelse bulldog met coördinatieproblemen                  | 612.379            |
| 3    | 28 mei 2018  | Een Australische herdershond met epilepsie, een knieoperatie op een sportveulen, een buffel met een magneet in de maag | 584.140            |
| 4    | 4 juni 2018  | Het bevruchtingsproces van de reuzenpanda, een spoedoperatie op een paard met koliek, een gewonde giraf in Zuid-Afrika | 591.192            |

### Seizoen 2
| Afl. | Uitzenddatum     | Onderwerpen | Kijkcijfers (live) |
| ---- | ---------------- | --- | ------------------ |
| 1    | 6 november 2019  | De vervuilde leefwereld van de zeeschildpad, bedreigde exotische kikkers, fysiotherapie voor een manke labrador                                       | 479.346            |
| 2    | 13 november 2019 | De doodsoorzaak van een aangespoelde zeeschildpad, een das krijgt een zender, een Franse bulldog met maagproblemen                                    | 466.277            |
| 3    | 20 november 2019 | Een neushoorn is het slachtoffer van stropers, een merrie kan maar niet drachtig worden, de leefwereld van de rode wouw                               | 517.283            |
| 4    | 27 november 2019 | Een paard met een verlamde stemband, revalidatie van een gewonde bordercollie, op bezoek bij de bedreigde orang-oetans in Borneo                      | 413.892            |
| 5    | 4 december 2019  | Opsporen van illegaal gevangen orang-oetans in Borneo, een kat met een chronische oorontsteking, opsporen van vroegtijdige longontsteking bij kalfjes | 413.881            |
| 6    | 11 december 2019 | Op ronde in de wildparken van Zuid-Afrika, een beagle met een kwaadaardige tumor wordt geopereerd                                                     | 395.171            |